# Татарский уезд
Тата́рский уе́зд — административно-территориальная единица, созданная в составе Томской губернии и переподчинённая в состав Акмолинской (Омской) области (она же в 1920—1925 — Омская губерния).
Уезд существовал в 1917—1925 годах. Уездный административный центр — станция Татарск.

## История
В 1917 году Временное правительство России предприняло частичную административно-территориальную реформу с преобразованием омских земель Тобольской губернии. Это запланировано было ранее, ещё по указу Императора от 21 октября 1868 года: было повелено создать Акмолинскую область. Но создание этой казацко-степной области постоянно затягивалось.
Оформление документов по созданию Акмолинской области пришлось на лето 1917 года, само создание области было назначено на декабрь 1917.
Татарский уезд (центр этого уезда — станция Татарск) образовывался из волостей Тарского уезда Тобольской губернии (центр прежнего уезда — посёлок Тара), а также Каинского и Томского уездов Томской губернии. Под новый уезд стали формироваться новые самостоятельные волости. Всего Татарский уезд должен был иметь порядка 30-ти волостей. Общая численность населения этой территории в 1917 году оценивалась в 264 тысячи человек. Предполагалось два этапа: сначала волости Тарского уезда Тобольской губернии передавались в состав Томского уезда Томской губернии и на их основе шло создание Татарского уезда временно в составе Томской губернии (декабрь 1917), а с начала января 1918 — уезд должен был быть передан в состав Акмолинской области.
Однако в стране случились революционные события октября 1917 и последующая Гражданская война. Территория оказалась под влиянием законотворчества как красных, так и белых. Неизменными оставались волости, из которых формировались и Татарский уезд, и Омская губерния.
Одним из документов стало постановление отдела НКВД от 18 декабря 1917 года, которое вступало в силу 1 января 1918 года. В частности, в постановлении указывалось:

Отдел по делам местного управления Комиссариата Внутренних Дел <…> постановил: 20 волостей Каинского уезда, Томской губернии, а именно: Казаткульская, Шипицинская, Верхне-Омская, Юдинская, Угуйская, Андреевская, Меньшиковская, Татарская, Романовская, Верхне-Тарская, Уйская, Карачинская, Верхне-Майзасская, Кыштовская, Казаче-Мысская, Чекинская, Усть-Татарская, Вознесенская, Купинская и Тармакульская, а также Троицкая, Тюкалинского уезда, составляющие в настоящее время Татарский район, образуют самостоятельный уезд с присвоением ему названия Татарский, с созданием уездного центра в городе Татарске и присоединением его в политическом, административном и экономическом отношениях к составу Акмолинской области.
<…>

Также принимается решение с 18-го января 1918 года считать Акмолинскую область переименованной в Омскую область. С этого момента и далее, до создания Омской губернии, будут использовать в документах двойное название: Акмолинская (Омская) область. В условиях властной и документальной неразберихи эпохи революционных преобразований, а также возникшей волокиты у местных властных структур, новые начинания не были доведены до реального воплощения.
Сложности добавила инициатива территориальных советов: решением губернской конференции Советов, состоявшейся в Тюмени 3—5 апреля 1918 года, прежняя Тобольская губерния преобразована в Тюменскую губернию (Р. С.Ф. С.Р.).
Местные (волостные) органы власти перестали понимать, к каким уездам и губерниям (областям) они всё-таки относятся. Поэтому по-факту волости продолжали жить как прежде, в своих границах по состоянию на конец 1916 года.
Власть большевиков («красных») продержалась до начала июня 1918.
С лета 1918 и в 1919 году администрация «белых» (с осени 1918 — администрация Колчака) считает не упразднёнными как Тарский уезд Тобольской губернии, так и переименование Тобольской губернии в Тюменскую. Не признаёт и Татарского уезда, который создавали «советы». При этом одновременно московское правительство красных считает Сибирь частью своей юрисдикции и в августе 1918 принимает решение об окончательном преобразовании Тобольской губернии в Тюменскую. Не принимая во внимание, что де-факто данные территории находятся под властью Сибирского правительства белых.
1 июля 1919 года вышло постановление омского колчаковского Правительства о всё-таки осуществлении переименования Акмолинской области в Омскую и о присоединении с 1-го января 1920 года к ней Татарского уезда, а также ряда волостей Тарского, Тюкалинского, Калачинского уездов Тобольской губернии.
Однако осенью 1919 колчаковцы оказались разгромлены Красной армией на Урале. К концу декабря 1919 года красные заняли всю Западную и Центральную Сибирь. Территории перешли под юрисдикцию советской власти, волю которой в Сибири, по мандату ленинского Совнаркома, осуществлял Сибревком.
С января 1920 года Татарский уезд, вновь уже решением Сибревкома, переподчиняется из состава Томской губернии в состав Омской губернии — всё то же решение о создании Татарского уезда и передаче его в состав омских земель.
1 октября 1921 года в состав уезда передано ещё девять волостей реорганизуемого Каинского уезда. Упраздняемый Каинский уезд в те же дни реорганизовывался в ряд формируемых уездов вновь создаваемой Ново-Николаевской губернии (выделение территорий из Томской губернии).
Постановлением Президиума ВЦИК от 25 мая 1925 года Омская губерния была упразднена, её территория вошла в состав новообразованного Сибирского края. Этим же постановлением упразднялось уездно-волостное деление и вводилось деление на округа и районы. Татарский уезд был разделён между Барабинским и Славгородским округами Сибкрая, город Татарск стал центром Татарского района. Окончательно уезд упразднён после 10 августа 1925 года.